# Referendum über die Assoziation mit den Vereinigten Staaten in Palau im Dezember 1986
Das vierte Referendum über die Assoziation mit den Vereinigten Staaten (Fourth Referendum on the Compact of Free Association) wurde am 2. Dezember 1986 in Palau durchgeführt, nachdem die drei vorhergehenden Referenden (1983, 1984, Februar 1986) zum Compact of Free Association (COFA, Assoziierungsvereinbarung mit den Vereinigten Staaten) nicht die erforderlichen 75 % Zustimmung erhalten hatten. Die Stimmberechtigten wurden gefragt, ob sie dem Compact of Free Association zwischen Palau und den Vereinigten Staaten, welches am 10. Januar 1986 unterzeichnet worden war, zustimmen könnten. Es wurde von 66,0 % der Stimmberechtigten befürwortet, bei einer Wahlbeteiligung von 82,0 %.

## Ergebnis
| Wahl                      | Stimmen | %    |
| ------------------------- | ------- | ---- |
| Dafür                     | 5.789   | 66,0 |
| Dagegen                   | 2.986   | 34,0 |
| Ungültig/nicht abgestimmt | 49      | -    |
| Total                     | 8.824   | 100  |
| Source: Nohlen et al.     |         |      |